# Célestin Bergh
Pour les articles homonymes, voir Bergh (homonymie).

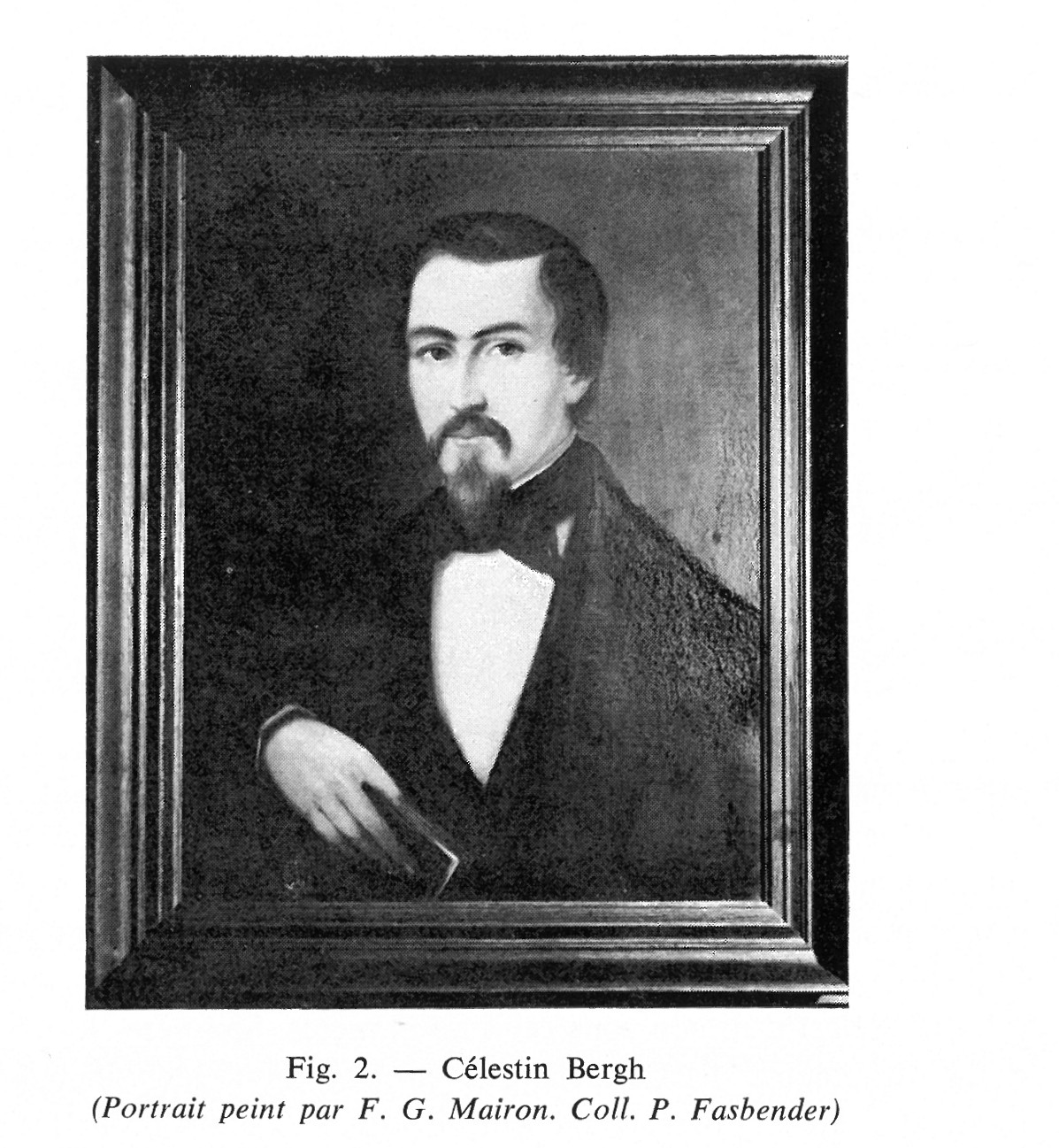
Célestin Bergh, portrait peint par F. G. Mairon, reproduit dans Bourguignon Marcel, Biographies Chestrolaises, Neufchâteau, 1972, p. 34

 Célestin Charles Nicolas François Bergh, né à Arlon, le 6 septembre 1791 et décédé à Neufchâteau (Belgique) le 14 décembre 1861 fut un homme politique belge francophone libéral.
Il est le fils de Jean-Nicolas Bergh, originaire de Dondelange, propriétaire des moulins de Fouches et de Habergy.Il épouse Marie-Claire Perl le 12 mai 1782, une Arlonaise de famille échevinale. Ce qui lui permet de prendre la direction de l'imprimerie que sa femme possédait à Luxembourg, où s'éditait le Journal de l'abbé Feller. Sa mort précoce en 1793, laisse son épouse avec 3 enfants et la gestion de ses différents établissements industriels.
Célestin Bergh étudie le droit à Paris et opte pour le notariat, étant nommé à Neufchâteau le 11 septembre 1817. Il épouse Marie-Jeanne-Victoire Collette le 14 janvier 1818, avec qui il eut 9 enfants. Parmi ceux-ci, François Louis Charles Bergh, qui fut bourgmestre de Neufchâteau (1821-1905).
Lors de événements de 1830 (révolution belge) il se rallie rapidement au nouveau régime. Il devint juge suppléant à Neufchâteau en décembre 1832. Il reste notaire actif jusqu'en 1846, où il transmet l'étude à son fils ainé, François-Louis-Charles.
Notaire en milieu rural, il  devint Vice-président de la Société d'Agriculture du Luxembourg, membre de la Société centrale d'agriculture de Belgique, membre de l'Académie nationale agricole, manufacturière et commerciale de France.
En parallèle, il poursuivit l'activité industrielle dont il avait héritée : moulins au Terme du Moulin à Neufchâteau, devenu Moulin Bergh (détruit dans un incendie en 1858), l'imprimerie à Luxembourg (jusqu'en 1807), complexe industriel des Epioux à Lacuisine, ...
De par sa position et sa fortune, son influence est considérable dans la région, ce qui l'amène à se présenter comme candidat libéral aux élections pour devenir sénateur (échec en 1848, élu en 1853) pour l'arrondissement de Neufchâteau-Virton,,.

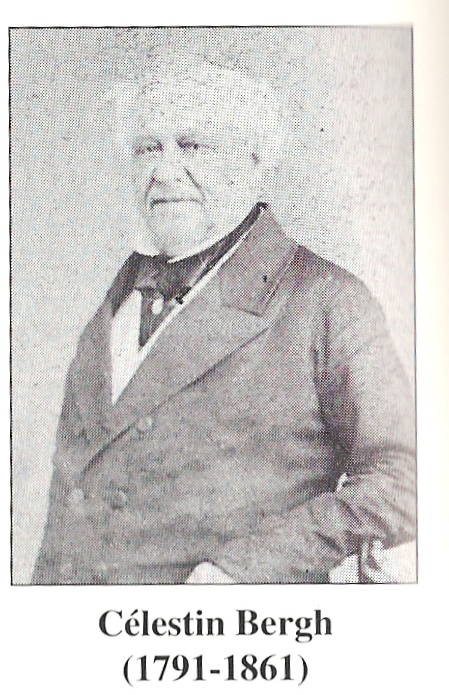
Célestin Bergh